# San Pietro (Carlo Crivelli)
San Pietro è un dipinto a tempera e oro su tavola (29,3x21,5 cm) di Carlo Crivelli, databile al 1472 e conservato nella Yale University Art Gallery di New Haven. Faceva probabilmente parte del Polittico del 1472.

## Storia
Il polittico, probabilmente in origine nella chiesa di San Domenico a Fermo, venne smembrato poco prima del 1834, e disperso sul mercato. Il San Pietro fece parte del lascito Rabinowitz all'università americana (1959).
La ricostruita predella con altri quattro scomparti (Philadelphia, Milano e Amsterdam) è assegnata al polittico del 1472 sebbene con qualche incertezza legata all'assenza di documentazione.

## Descrizione e stile
Nel pannello centinato, che doveva essere nella metà sinistra, san Pietro è raffigurato a mezzafigura in una posizione animatamente contorta, mentre solleva le chiavi del Paradiso e un libro sporgendosi leggermente in avanti, come piegato dal peso.
Notevole è l'individuazione fisiognomica ed espressiva del volto, che appare concentrato dirigendo l'attenzione a sinistra. Lo scollo della veste scopre una spalla, anatomicamente ben tornita. Forte è il chiaroscuro, soprattutto nella mano in primo piano, nel volto e nelle pieghe profonde del panneggio.